# The Wasps

The Wasps (Les Guêpes) est une suite orchestrale de Ralph Vaughan Williams adaptée de la musique de scène pour chœur d'hommes et orchestre écrite pour la pièce de théâtre éponyme d'Aristophane. Composée en 1909, elle comporte cinq mouvements.
Il s'agit de la première musique de scène du compositeur, écrite un an après un séjour à Paris où l'auteur étudia avec Maurice Ravel. Elle a été écrite un an avant sa première symphonie.

## Analyse de l'œuvre
Son interprétation dure environ un peu moins d'une demi-heure.
1. Ouverture
2. Entr'acte
3. March-past of the kitchen utensils
4. Entr'acte
5. Ballet et tableau final

Les premières secondes de son ouverture évoquent le bourdonnement des guêpes mais il s'agit de la seule évocation en ce sens. De même, la Grèce antique n'est guère présente dans la partition, comportant des thèmes populaires anglais.
La « marche des instruments de cuisine » décrit le témoignage d'un pilon et de son mortier ainsi que d'une carafe d'eau en faveur d'un chien accusé de vol.

## Enregistrements
Le premier enregistrement de la musique de scène a été fait en 2005 par Henry Goodman (narrateur), les chœurs et l'orchestre Hallé sous la direction de Mark Elder.